# Tumari
Tumari is een bestuurslaag in het regentschap Nias Selatan van de provincie Noord-Sumatra, Indonesië. Tumari telt 1123 inwoners (volkstelling 2010).